# Neoplasia
Neoplasia ist eine wissenschaftliche Fachzeitschrift, die vom Neoplasia-Verlag veröffentlicht wird. Derzeit erscheint die Zeitschrift mit zwölf Ausgaben im Jahr. Es werden Arbeiten aus allen Bereichen der Krebsforschung veröffentlicht.
Der Impact Factor lag im Jahr 2015 bei 4,509. Nach der Statistik des ISI Web of Knowledge wird das Journal mit diesem Impact Factor in der Kategorie Onkologie an 45. Stelle von 213 Zeitschriften geführt.